# Holger Seubert
Holger Seubert (* 26. März 1966 in Erlangen) ist ein deutscher Diplomat. Er war von August 2020 bis Juli 2023 außerordentlicher und bevollmächtigter Botschafter der Bundesrepublik Deutschland in der Demokratischen Sozialistischen Republik Sri Lanka, mit Nebenakkreditierung für die Republik Malediven. Seit April 2024 ist er Präsident des Bundesamts für Auswärtige Angelegenheiten.

## Leben
Nach dem Abitur am Albert-Schweitzer-Gymnasium in Erlangen studierte Seubert Betriebswirtschaftslehre an der Friedrich-Alexander-Universität Erlangen-Nürnberg sowie Politikwissenschaften an der Université Robert Schuman in Straßburg.
Seubert ist begeisterter Schachspieler und hat im Rahmen seiner beruflichen Tätigkeit Schachwettkämpfe zwischen Schachspielern des jeweiligen Gastlandes und deutschen Schachspielern organisiert.
Seubert ist verheiratet und hat einen Sohn und eine Tochter.

## Laufbahn
Sein Eintritt in den Auswärtigen Dienst erfolgte im Jahr 1993. Nach Abschluss der Attachéausbildung an der Aus- und Fortbildungsstätte des Auswärtigen Amts in Bonn-Ippendorf wurde Seubert 1995 als Politischer Referent an die Botschaft Warschau entsandt. Nach seiner Rückkehr in die Zentrale des Auswärtigen Amts war Seubert vier Jahre (1999–2003) im Referat Wissenschaft und Hochschulen der Kulturabteilung tätig. Dem schlossen sich Verwendungen als Ständiger Vertreter des Botschafters an, zunächst in Kampala/Uganda (2003–2006), danach in Hanoi/Vietnam (2006–2010).
Während seiner Zeit in Kampala veröffentlichte Seubert einen Bericht über Schach in Uganda und organisierte einen Besuch der ugandischen Schach-Nationalmannschaft in Deutschland. Anlässlich des 35-jährigen Bestehens diplomatischer Beziehungen zwischen Deutschland und Vietnam organisierte Seubert 2020 einen Wettkampf zwischen der Deutschen und der vietnamesischen Nationalmannschaft.
2010 bis 2014 folgte eine weitere Standzeit in der Berliner Zentrale des Auswärtigen Amts (Haushaltsreferat), ehe Seubert als Leiter des Wirtschaftsdienstes an die Botschaft Jakarta/Indonesien versetzt wurde (2014–2016). Nach seiner abermaligen Rückkehr nach Berlin übte Seubert 2016–2020 die Funktion des Beauftragten für den Haushalt des Auswärtigen Amts aus.
Ab dem 20. August 2020 leitete Holger Seubert als Nachfolger von Jörn Rohde die Botschaft in Colombo. Als solcher war er in Malé/Malediven nebenakkreditiert. In diesem Amt wurde er im Sommer 2023 von Felix Neumann abgelöst.
Nach einer 9-monatigen Verwendung als Sonderbeauftragter für Visadigitalisierung und Fachkräfteeinwanderung in der Zentrale des Auswärtigen Amts in Berlin übernahm Seubert am 2. April 2024 als Nachfolger von Georg Birgelen das Amt des Präsidenten des Bundesamts für Auswärtige Angelegenheiten.

## Veröffentlichung
- Holger Seubert: Deutsch-französische Verständigung : René Schickele. Mit einem Geleitwort von Adrien Finck. Eberhard Verlag, München 1993, ISBN 3-926777-32-X.